# Lidia Zamkow
Lidia Zamkow, également connue sous le nom de Lidia Zamkow-Słomczyńska ou Lidia Słomczyńska est une actrice polonaise de théâtre, de cinéma et de télévision, metteuse en scène de théâtre et enseignante née le 15 juillet 1918 à Rostov-sur-le-Don et morte le 19 juin 1982 à Varsovie.